# Кальонов Микола Якимович
Кальонов Микола Якимович (* 17 жовтня 1920 — 12 грудня 1997) — радянський військовий льотчик, Герой Радянського Союзу (1945).

## Життєпис
Народився 17 жовтня 1920 року в селі Бродок (нині Калузької області РФ). Після сільської семирічки юнак їде до Москви, працює і без відриву від виробництва закінчує у 1940 році Бауманський аероклуб.
1940 року призваний до лав Червоної Армії, направлений до Львівської льотної школи, яка невдовзі переводиться до Фастова Київської області. З початком війни школа евакуйована до Ростовської області й об'єднана з Чернігівською школою, яка вже там базувалась.
У серпні 1942 року сержант М. Я. Кальонов закінчив Чернігівську військову авіаційну школу пілотів (на той час вона вже перебувала у місті Кизил-Арват Туркменської PCP) і був направлений до Забайкалля, в запасний полк.
У 1943 році частина льотчиків полку, в тому числі і Кальонов, була переведена в місто Кузнецьк Пензенської області для підготовки та відправлення на фронт.
Перевчившись на льотчика-штурмовика, М. Я. Кальонов у травні 1944 року потрапляє на фронт. З 19 травня 1944 — на Ленінградському фронті, а з жовтня 1944 року і до кінця війни — на 3-му Білоруському фронті у складі 15-го гвардійського штурмового авіаційного полку 211-і штурмової авіаційної дивізії.
За час війни виконав 155 бойових вильотів на Іл-2.
Указом Президії Верховної Ради СРСР від 29 червня 1945 року гвардії лейтенанту Миколі Якимовичу Кальонову за зразкове виконання бойових завдань командування, особисту мужність, героїзм було присвоєне звання Героя Радянського Союзу.
Після війни продовжив службу у ВПС, закінчив Військово-повітряну академію (1955). У 1962—1969 роках служив у Чернігівському вищому військовому авіаційному училищі льотчиків, у Групі радянських військ за кордоном.
У 1969 році за станом здоров'я полковник М. Я. Кальонов звільнився в запас.
Помер 5 грудня 1997 року.